# Goa Gajah
Le temple de Goa Gajah, Cave de l'éléphant ou Grotte de l'éléphant, est un temple d'Indonésie situé sur l'île de Bali, à Bedulu, près d'Ubud. Construit au IXe siècle, il a peut-être d'abord été consacré au culte bouddhiste, avant d'être transformé en sanctuaire hindouiste.

## Description du site
La façade de la grotte est une sculpture de diverses créatures et de démons menaçants. La gueule d'un monstre sert d'entrée à la grotte. Le couloir de 13 m de longueur mène à un carrefour en T. D'un côté on observe une statue (1 m de haut) de Ganesh, dieu de la sagesse, de l’intelligence, de l’éducation et de la prudence, le patron des écoles et des travailleurs du savoir ; de l'autre côté, trois statuettes représentent des lingams de Shiva.

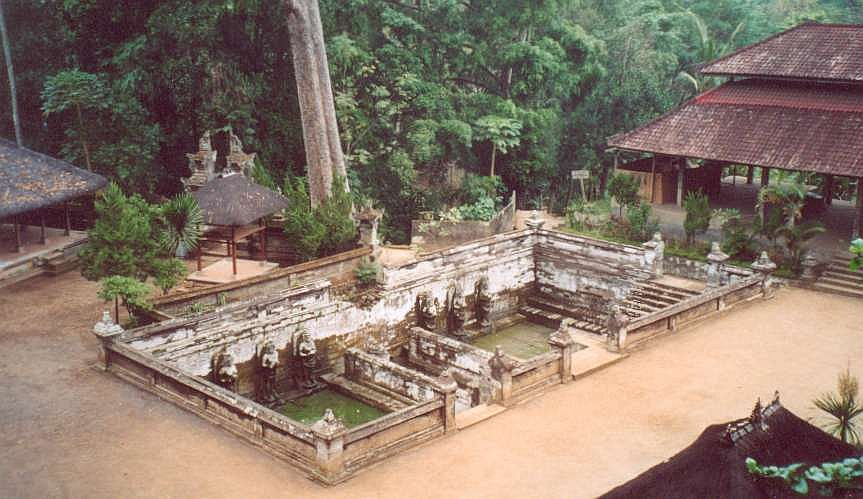
Vue des bains

À proximité, des bains rectangulaires sont restés enfouis jusque dans les années 1950. Ils sont divisés en deux parties, chacune décorée de trois statues de femmes portant un vase au niveau du ventre, d'où sort l'eau qui les alimente. Ces bains dateraient du XIe siècle.
Le site est mentionné dans le Nagarakertagama, poème épique javanais écrit en 1365.

## Statut au patrimoine mondial
Ce site a été ajouté au patrimoine mondial de l'UNESCO le 19 octobre 1995, sur la liste indicative  dans la catégorie culture.

## Galerie

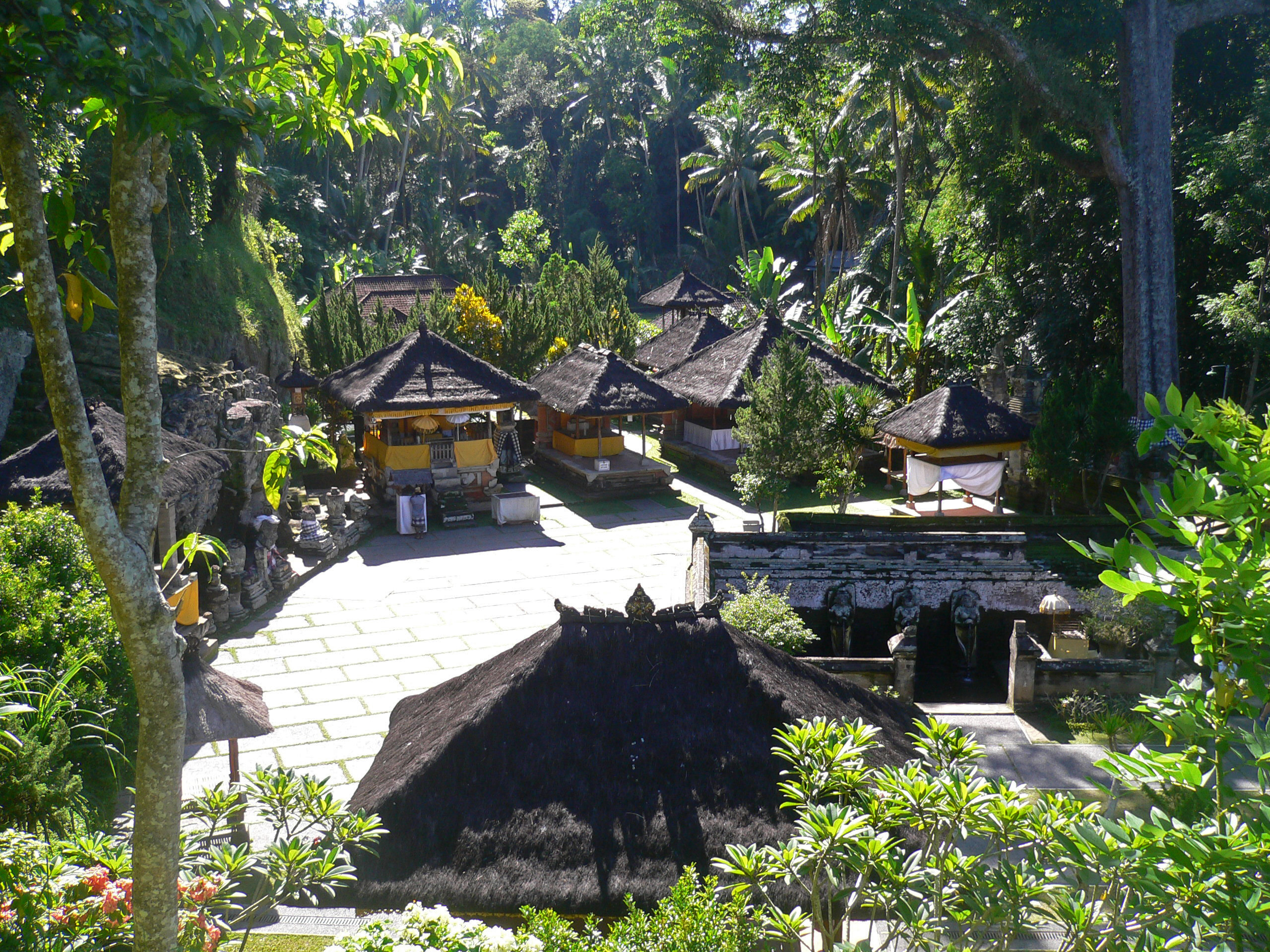
Vue générale du site (2008)
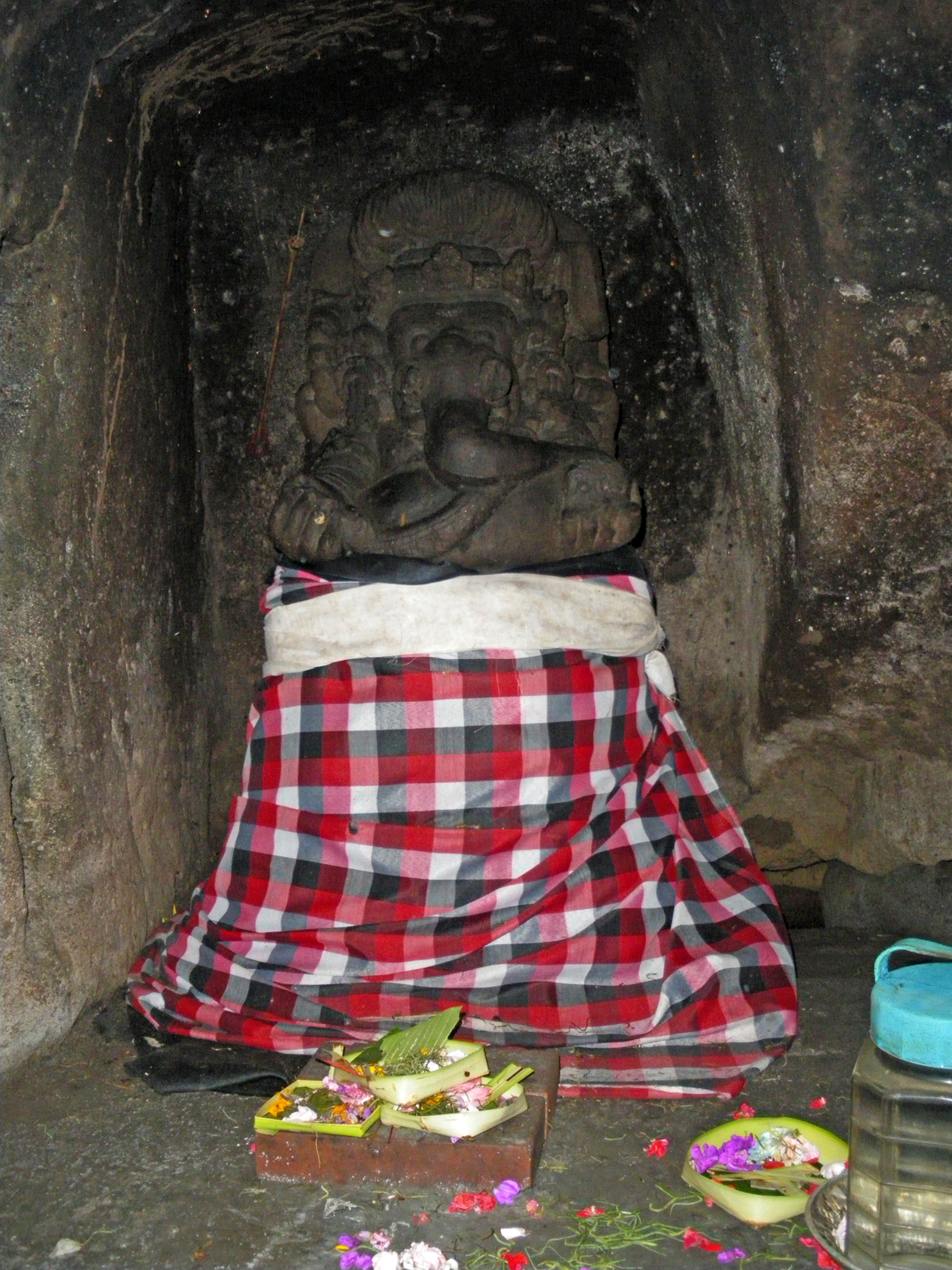
Statue de Ganesh. Des offrandes sont posées à ses pieds.
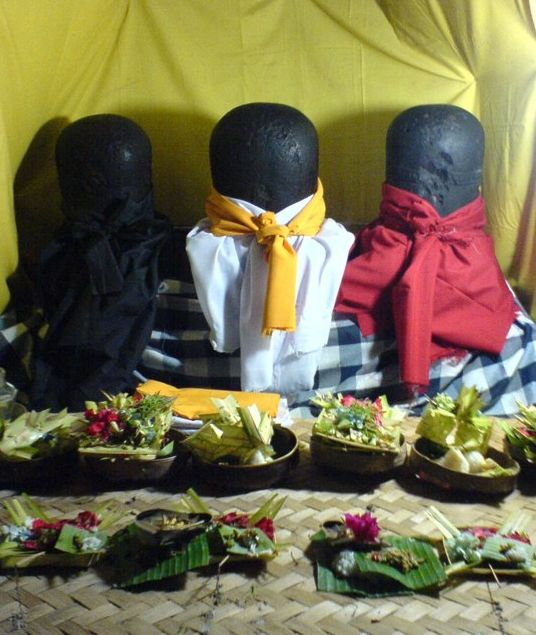
Les trois lingams de Goah Gajah
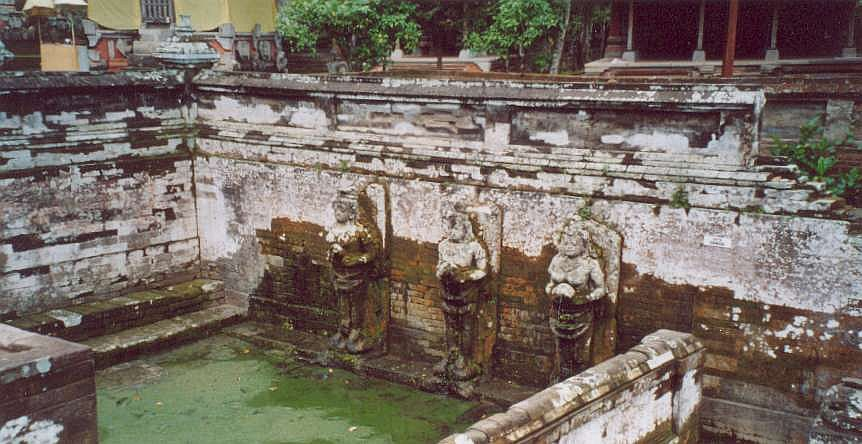
Bains
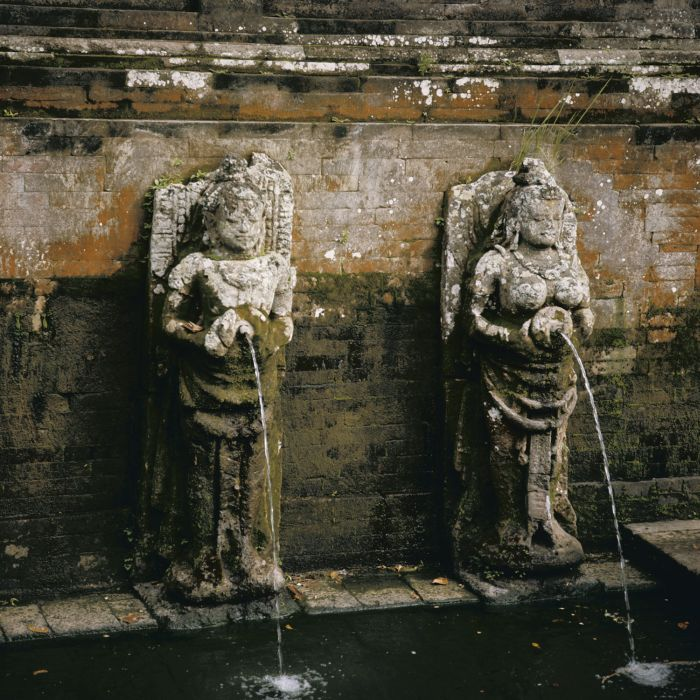
Deux des six statues alimentant les bains (1971)